# Chiesa della Natività di Maria Santissima (Castello di Godego)
La chiesa della Natività di Maria Santissima è la parrocchiale di Castello di Godego, in provincia e diocesi di Treviso; fa parte ed è la sede del vicariato di Castello di Godego.

## Storia

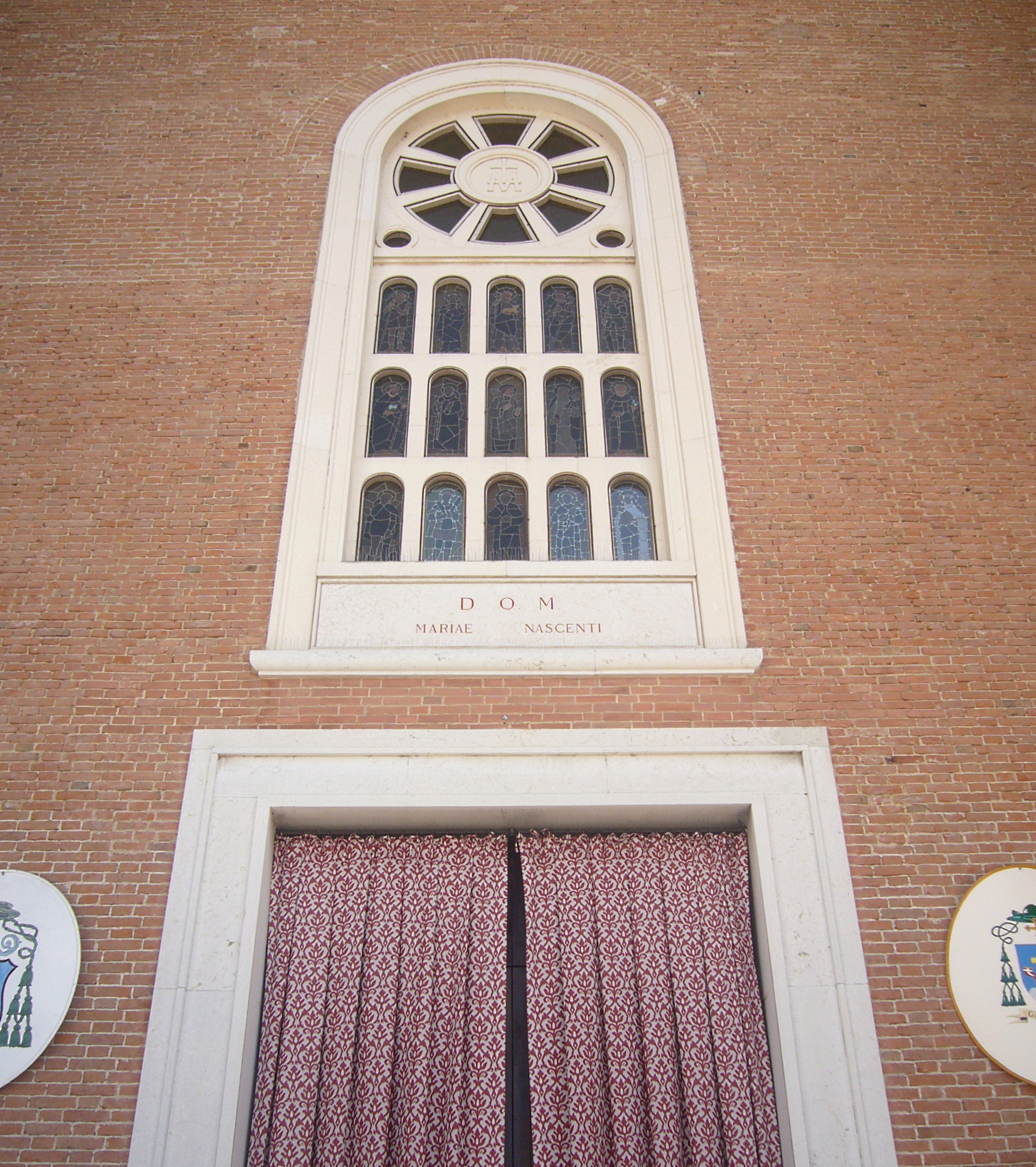
Particolare della facciata

Nella prima metà del XX secolo l'antica chiesa si rivelò insufficiente a soddisfare le esigenze dei fedeli e, così, si decise di realizzarne un'altra più grande. 
 Il progetto, redatto da Luigi Candiani, venne approvato il 12 settembre 1933 e, quindi, nell'estate del 1934 iniziarono i lavori di costruzione; l'edificio fu completato nel 1956 e consacrato il 7 settembre del medesimo anno.
Negli anni ottanta si provvide a realizzare il nuovo altare rivolto verso l'assemblea e l'ambone; tra il 1994 e il 1996 venne posato il nuovo pavimento in marmoresina al posto di quello precedente in quadrotti di pietra, avente un disegno geometrico analogo.

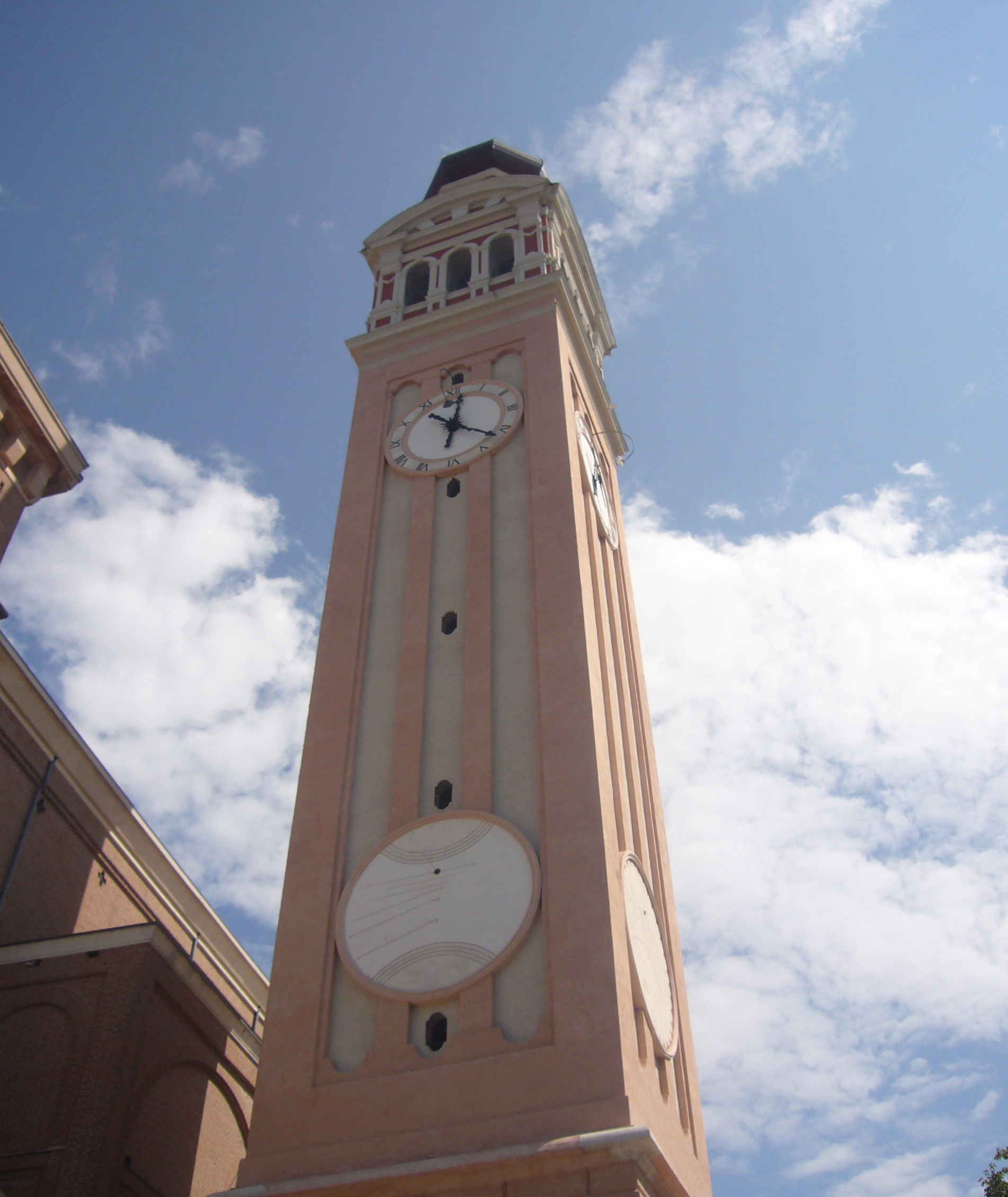
Il campanile

## Descrizione

### Esterno
La facciata a capanna della chiesa, rivolta a ponente e rivestita con mattoni a faccia vista, presenta al centro un grande arco a tutto sesto, nel quale sono inscritti il portale maggiore e una finestra e sopra cui vi sono tre nicchie ospitanti altrettante statue, e ai lati due archi di minore dimensione, all'interno dei quali si aprono gli ingressi laterali, e quattro file di finestrelle a tutto sesto.
Vicino alla parrocchiale s'erge il campanile a base quadrata; la cella presenta una trifora sormontata da un timpano semicircolare per lato ed è coronata dalla cupola a cipolla poggiante sul tamburo.

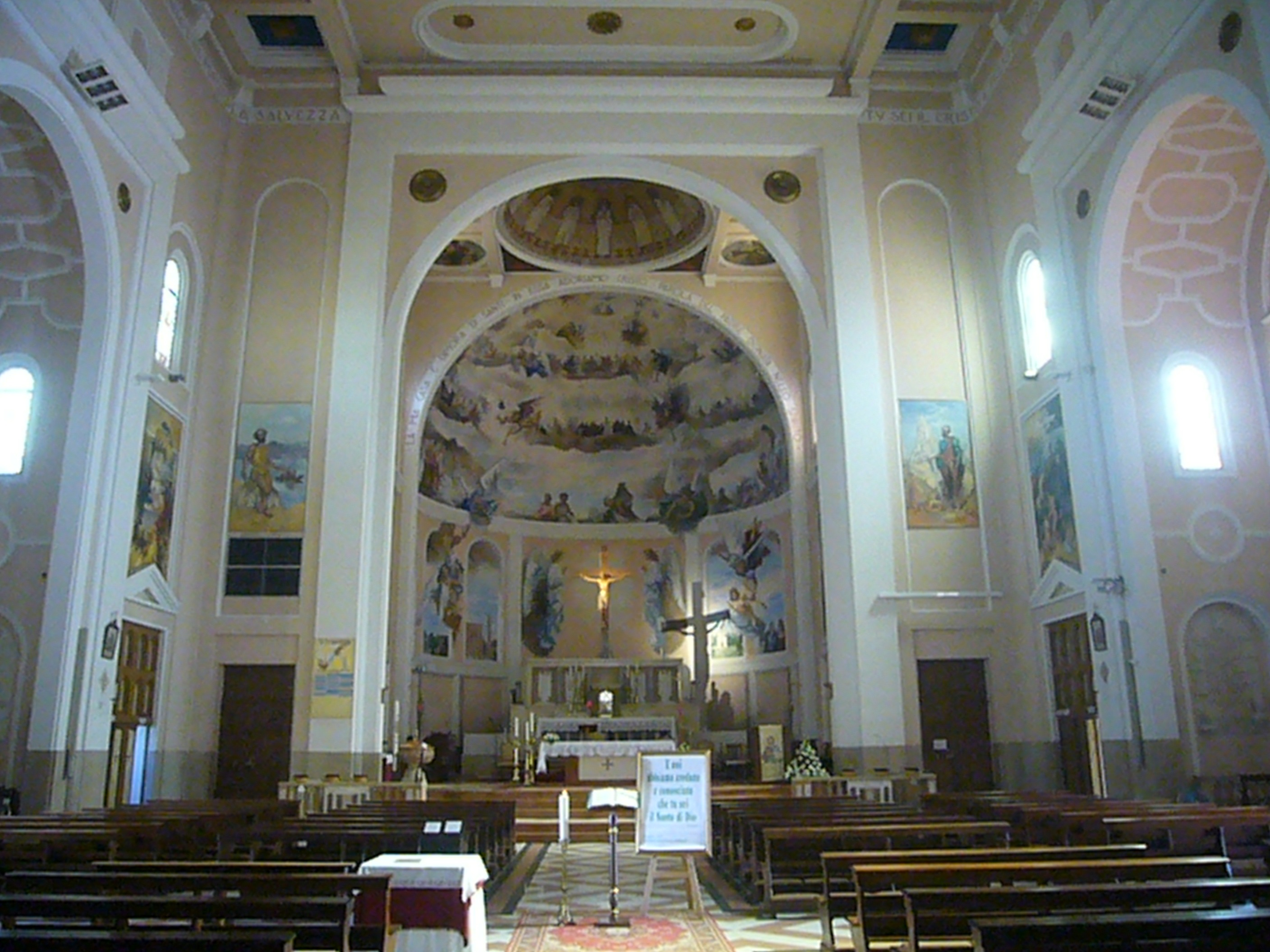
L'interno

### Interno
L'interno dell'edificio, coperto dal soffitto piano, si compone di un'unica navata a pianta rettangolare, sulla quale si affacciano otto cappelle laterali; al termine dell'aula si sviluppa il presbiterio, chiuso a sua volta dall'abside semicircolare.
Qui sono conservate diverse opere di pregio, tra le quali i dipinti raffiguranti la Vergine Maria, san Pietro e l'ascesa dei credenti verso Dio, eseguiti da Clauco Benito Tiozzo, due altari già collocati nella vecchia parrocchiale e gli affreschi ritraenti i Quattro Evangelisti e i Dodici Apostoli.